# Marianne Jean-Baptiste
Marianne Jean-Baptiste (Camberwell, London, 1967. április 26. –) angol színésznő. 
Híres szerepei közé tartozik Hortense a Titkok és hazugságok című filmben, mellyel Oscar-, BAFTA- és Golden Globe-díjakra jeölték. 2002–2009 között Vivian Johnson FBI-ügynököt játszotta a Nyomtalanul című televíziós sorozatban.

## Élete és pályafutása
Londonban született a Jean-Baptiste család negyedik gyerekeként. A zene iránti hajlama már fiatalon megmutatkozott, és nyolcéves korában kezdett el gitározni. Érdeklődése a színészet felé fordult, és diplomát szerzett a tekintélyes londoni Royal Academy of Dramatic Arton. Hamarosan szerepet kapott a londoni Royal National Theater színpadán, és az angol Manchester és Yorkshire városainak produkcióiban is. Jean-Baptiste egy ideig a Cheek by Jowl Company tagja volt, és egyszer két szerepet is játszott egy műben a Measure for Measure című darabban. További színpadi szerepei közé tartozik a Running Dream a Theater Royal Stratfordban, valamint az Ave Africa, amelyet Jean-Baptiste írt és játszott is.
Első filmszerepét Hanif Kureishi 1991-es London Kills Me című filmjében kapta, amely a londoni metróban élő hajléktalan tizenévesek történetét meséli el. 1993-ban ismét feltűnt a londoni színpadon az It's a Great Big Shame című darabban, amiben Jean-Baptiste játszotta Faith-et, egy londoni East End-i alsó-középosztálybeli család húgát; a darab szembeállította családja mai életét a lakásuk XIX. századi lakóival.
Következő filmje a Titkok és hazugságok hírnevet szerzett Jean-Baptiste-nek, amiben egy örökbefogadott nőt játszik, aki kideríti, hogy szülőanyja fehér (Brenda Blethyn alakításában). A filmet 1995-ben mutatták be a brit közönségnek, majd a következő évben Észak-Amerikában, és az Atlanti-óceán mindkét partján elismerő kritikákat kapott. A Titkok és hazugságok a cannes-i fesztiválon elnyerte az Arany Pálmát, Jean-Baptiste-ot és Brenda Blethynt Golden Globe-ra és Oscar-díjra is jelölték. Habár a mai napig aktív színésznő, egyik filmje sem hozott neki azóta nagy sikert (2023).
Jean-Baptiste több évadon át alakította a Nyomtalanul című tévésorozat Vivian Johnson nevű FBI-ügynökét, amelynek 2009-ben adták le a befejező évadát. A sorozat szereplőgárdáját egyszer jelölték Screen Actors Guild-díjra.

## Magánélete
1997-ben ment feleségül Evan Williamshez, aki balett-táncos volt. Két lányuk született.

## Filmográfia

### Film
| Év   | Cím                                              | Szerep                 | Magyar hangja          |
| ---- | ------------------------------------------------ | ---------------------- | ---------------------- |
| 1991 | London Kills Me                                  | bébiszitter            |                        |
| 1996 | Titkok és hazugságok (Secrets & Lies)            | Hortense               | Tóth Ildikó            |
| 1997 | Mr. Jealousy                                     | Lucretia               |                        |
| 1998 | How to Make the Cruelest Month                   | Christina Parks        |                        |
| 1998 | Az esküvő (The Wedding)                          | Ellen Coles            | Szórádi Erika          |
| 1998 | Nowhere to Go                                    | Lynne Jacobs           |                        |
| 1998 | Egy gyilkosság forgatókönyve (A Murder of Crows) | Elizabeth Pope         | Tátrai Zita            |
| 1999 | The 24 Hour Woman                                | Madeline Labelle       |                        |
| 1999 | The Murder of Stephen Lawrence                   | Doreen Lawrence        |                        |
| 1999 | The Man                                          | Michelle               |                        |
| 2000 | 28 nap (28 Days)                                 | Roshanda               | Bede-Fazekas Annamária |
| 2000 | New Year's Day                                   | Veronica               |                        |
| 2000 | A sejt (The Cell)                                | Dr. Miriam Kent        | Bertalan Ágnes         |
| 2001 | Women in Film                                    | Sara                   |                        |
| 2001 | Men Only                                         | Gemma                  |                        |
| 2001 | Kémjátszma (Spy Game)                            | Gladys Jennip          | Makay Andrea           |
| 2002 | Don't Explain                                    | Elana                  |                        |
| 2003 | Loving You                                       | Jude                   |                        |
| 2005 | Welcome to California                            | Tina                   |                        |
| 2006 | Jam                                              | Lorraine               |                        |
| 2008 | Szikraváros (City of Ember)                      | Clary                  | Kocsis Mariann         |
| 2010 | Tökéletes bűnözők (Takers)                       | Naomi                  | Márton Eszter          |
| 2010 | Secrets in the Walls                             | Belle                  |                        |
| 2011 | 360                                              | Fran                   |                        |
| 2011 | Violet és Daisy (Violet & Daisy)                 | Egyes szám             | n.a                    |
| 2011 | Breaking Waves                                   | Sarah Williams         |                        |
| 2012 | Nem hátrálunk meg (Won't Back Down)              | Olivia Lopez           | Makay Andrea           |
| 2013 | The Moment                                       | Dr. Bloom              |                        |
| 2014 | Robotzsaru (RoboCop)                             | Karen Dean rendőrfőnök | Kocsis Mariann         |
| 2014 | Edge of Tomorrow                                 | Dr. Whittle            | (nincs a stáblistán)   |
| 2018 | Nyúl Péter (Peter Rabbit)                        | üzletvezető            | Kocsis Mariann         |
| 2018 | In Fabric                                        | Sheila                 |                        |
| 2020 | A dagadék (Fatman)                               | Ruth                   | Kocsis Mariann         |
| 2021 | Boxing Day                                       | Shirley                |                        |
| 2022 | A tengeri fenevad (The Sea Beast)                | Sarah Sharpe (hangja)  | Szabó Gabi             |
| 2023 | Csodák könyve (The Book of Clarence)             | Amina                  | Kiss Mari              |
| 2023 | Morajlás a sötétben (Rumble Through the Dark)    | Big Momma Sweet        |                        |
| 2024 | Hard Truth                                       | Pansy                  |                        |

### Televízió
| Év      | Cím                                                                | Szerep                             | Évad (S) és/vagy epizód (E) száma |
| ------- | ------------------------------------------------------------------ | ---------------------------------- | --------------------------------- |
| 1994    | Cracker                                                            | Marcia Reid                        | S2E08                             |
| 1996    | Sharman                                                            | Precious                           | S1E03                             |
| 2002–09 | Nyomtalanul (Without a Trace)                                      | Vivian Johnson                     | főszereplő (159 epizód)           |
| 2011    | Kemény motorosok (Sons of Anarchy)                                 | Vivica                             | S4E03                             |
| 2011–12 | Harry's Law                                                        | Patricia Seabrook bírónő           | S2E07, S2E012                     |
| 2012    | Doktor Addison (Private Practice)                                  | Gabi Rivera                        | S6E03, S6E08                      |
| 2015    | Broadchurch                                                        | Sharon Bishop                      | 8 epizód                          |
| 2015–17 | Rejtjelek (Blindspot)                                              | Bethany Mayfair                    | 24 epizód                         |
| 2017    | Training Day                                                       | Joy Lockhart rendőrfőnök-helyettes | 9 epizód                          |
| 2017    | Hogyan ússzunk meg egy gyilkosságot? (How to Get Away with Murder) | Virginia Cross                     | S4E03                             |
| 2018    | Animals                                                            | Grace (hangja)                     | S3E04                             |
| 2018    | Homecoming                                                         | Gloria Morisseau                   | 5 epizód                          |
| 2019    | Soundtrack                                                         | Annette Sands                      | 10 epizód                         |
| 2021    | Master of None                                                     | Sharon (hangja)                    | S3E04                             |
| 2022    | Surface                                                            | Hannah                             | 8 epizód                          |

## Fontosabb díjak és jelölések
| Cím                  | Esemény                      | Díj                     | Kategória                            | Eredmény |
| -------------------- | ---------------------------- | ----------------------- | ------------------------------------ | -------- |
| Titkok és hazugságok | 69. Oscar-gála               | Oscar-díj               | Legjobb női mellékszereplő           | Jelölve  |
| Titkok és hazugságok | 50. BAFTA-gála               | BAFTA-díj               | Legjobb női mellékszereplő           | Jelölve  |
| Titkok és hazugságok | 54. Golden Globe-gála        | Golden Globe-díj        | Legjobb női mellékszereplő           | Jelölve  |
| Nyomtalanul          | 10. Screen Actors Guild-gála | Screen Actors Guild-díj | Legjobb szereplőgárda (drámasorozat) | Jelölve  |
| Keserű igazságok     | 78. BAFTA-gála               | BAFTA-díj               | Legjobb női főszereplő               | Jelölve  |